# Neptun TV
Neptun TVはルーマニアのSOTI Cable Neptun SRL傘下に置くルーマニアのテレビチャンネルであり、1995年6月29日に開局し、2020年2月17日に閉局した。